# Trimenia bougainvilleensis
Trimenia bougainvilleensis är en tvåhjärtbladig växtart som först beskrevs av Rodenburg, och fick sitt nu gällande namn av A.C. Smith. Trimenia bougainvilleensis ingår i släktet Trimenia och familjen Trimeniaceae. Inga underarter finns listade.